# Bộ Chính trị Ban Chấp hành Trung ương Đảng Cộng sản Liên Xô khóa XX (1956–1959)
Đoàn Chủ tịch Ban Chấp hành Trung ương Đảng Cộng sản toàn Liên Xô khóa XX (1956-1959) được bầu tại Hội nghị Trung ương lần thứ nhất của Ban chấp hành Trung ương Đảng Cộng sản Liên Xô khóa XX được tổ chức ngày 27/2/1956.

## Ủy viên chính thức
| Tên (sinh – mất)                 | Bắt đầu    | Kết thúc   | Thời gian       | Chức vụ |
| -------------------------------- | ---------- | ---------- | --------------- | --- |
| Nikolai Bulganin (1895–1975)     | 27/2/1956  | 5/2/1958   | 343 ngày        | Chủ tịch Hội đồng Bộ trưởng Liên Xô (1955-1958) Chủ tịch Ban Giám đốc Ngân hàng Nhà nước Liên Xô (1958)                                                               |
| Kliment Voroshilov (1881–1969)   | 27/2/1956  | 5/2/1959   | 2 năm, 343 ngày | Chủ tịch Đoàn Chủ tịch Xô viết Tối cao Liên Xô (1953-1960) Thành viên Đoàn Chủ tịch Xô viết Tối cao Liên Xô (1937-1969)                                               |
| Lazar Kaganovich (1893–1991)     | 27/2/1956  | 27/2/1957  | 1 năm, 0 ngày   | Phó Chủ tịch thứ nhất Hội đồng Bộ trưởng Liên Xô (1953-1957) Bộ trưởng Bộ Công nghiệp Vật liệu xây dựng (1956-1957)                                                   |
| Alexei Kirichenko (1908–1975)    | 27/2/1956  | 5/2/1959   | 2 năm, 343 ngày | Bí thư thứ nhất Đảng Cộng sản Ukraina (1953-1957) Bí thư thứ 2 Ban Bí thư (1957-1959) Bí thư thứ nhất Tỉnh ủy Rostov (1960)                                           |
| Georgy Malenkov (1902–1988)      | 27/2/1956  | 27/2/1957  | 1 năm, 0 ngày   | Phó Chủ tịch Hội đồng Bộ trưởng (1955-1957) Bộ trưởng Bộ Năng lượng (1955-1957)                                                                                       |
| Anastas Mikoyan (1895–1978)      | 27/2/1956  | 5/2/1959   | 2 năm, 343 ngày | Phó Chủ tịch thứ nhất Hội đồng Bộ trưởng (1955-1964) |
| Vyacheslav Molotov (1890–1986)   | 27/2/1956  | 27/2/1957  | 1 năm, 0 ngày   | Trưởng ban Kiểm tra Trung ương (1956-1957) Phó Chủ tịch thứ nhất Hội đồng Bộ trưởng (1946-1957)                                                                       |
| Mikhail Pervukhin (1904–1978)    | 27/2/1956  | 27/2/1957  | 1 năm, 0 ngày   | Phó Chủ tịch Hội đồng Bộ trưởng (1955-1957) Chủ tịch Ủy ban Kế hoạch Nhà nước (1956-1957) Bộ trưởng Bộ Xây dựng máy hạng trung (1957)                                 |
| Maksim Saburov (1900–1977)       | 27/2/1956  | 27/2/1957  | 1 năm, 0 ngày   | Phó Chủ tịch Hội đồng Bộ trưởng (1955-1957) Phó Chủ nhiệm Ủy ban Nhà nước Kinh tế đối ngoại Hội đồng Bộ trưởng (1957-1958)                                            |
| Mikhail Suslov (1902–1982)       | 27/2/1956  | 5/2/1959   | 2 năm, 343 ngày | Chủ tịch Ủy ban đối ngoại Xô viết Liên bang Xô viết Tối cao Liên Xô (1954-1966)                                                                                       |
| Nikita Khrushchev (1894–1971)    | 27/2/1956  | 5/2/1959   | 3 năm, 0 ngày   | Bí thư thứ nhất Trung ương Đảng Cộng sản Liên Xô (1953-1964) Chủ tịch Hội đồng Bộ trưởng Liên Xô (1958-1964) Chủ tịch Bộ Chính trị Trung ương Đảng Nga Xô (1956-1964) |
| Averky Aristov (1903–1973)       | 29/6/1957  | 5/2/1959   | 1 năm, 221 ngày | Bí thư Trung ương Đảng (1955-1960) Phó Chủ nhiệm Văn phòng Trung ương Đảng Cộng sản Liên Xô phụ trách Nga Xô (1957-1961)                                              |
| Nikolay Belyaev (1903–1966)      | 29/6/1957  | 5/2/1959   | 1 năm, 221 ngày | Bí thư thứ nhất Đảng Cộng sản Kazakhstan (1957-1960) Bí thư thứ nhất Tỉnh Stavropol (1960)                                                                            |
| Leonid Brezhnev (1906–1982)      | 29/6/1957  | 5/2/1959   | 1 năm, 221 ngày | Bí thư Trung ương phụ trách công nghiệp quốc phòng (1956-1960) Bí thư thứ 2 Trung ương Đảng (1959-1960) Chủ tịch Đoàn Chủ tịch Xô viết Tối cao (1960-1964)            |
| Georgy Zhukov (1896–1974)        | 29/6/1957  | 29/10/1957 | 122 ngày        | Bộ trưởng Bộ Quốc phòng Liên Xô (1955-1957) |
| Nikolay Ignatov (1901–1966)      | 29/6/1957  | 5/2/1959   | 1 năm, 221 ngày | Phó Chủ tịch Hội đồng Bộ trưởng (1957-1961) Bí thư Trung ương Đảng (1957-1960) Chủ tịch Đoàn Chủ tịch Xô viết Tối cao (1959)                                          |
| Frol Kozlov (1908–1965)          | 29/6/1957  | 5/2/1959   | 1 năm, 221 ngày | Chủ tịch Hội đồng Bộ trưởng Nga Xô (1957-1958) Phó Chủ tịch thứ nhất Hội đồng Bộ trưởng Liên Xô (1958-1960) Bí thư thứ 2 Trung ương (1960-1961)                       |
| Otto Kuusinen (1881–1964)        | 29/6/1957  | 5/2/1959   | 1 năm, 221 ngày | Phó Chủ tịch Đoàn Chủ tịch Xô viết Tối cao (1940-1958) Bí thư Trung ương Đảng (1957-1964)                                                                             |
| Yekaterina Furtseva (1910–1974)  | 29/6/1957  | 5/2/1959   | 1 năm, 221 ngày | Bí thư thứ nhất Thành ủy Moscow (1954-1957) Phó Chủ tịch Xô viết Tối cao (1950-1962) Bí thư Trung ương Đảng (1957-1960)                                               |
| Nikolay Shvernik (1888–1970)     | 29/6/1957  | 5/2/1959   | 1 năm, 221 ngày | Chủ nhiệm Ủy ban Kiểm tra Trung ương (1956-1966) |
| Nuritdin Mukhitdinov (1917–2008) | 17/12/1957 | 5/2/1959   | 1 năm, 221 ngày | Bí thư thứ nhất Đảng Cộng sản Uzbekistan (1954-1957) Bí thư Trung ương Đảng (1957-1961)                                                                               |

## Ủy viên dự khuyết
| Tên (sinh – mất)                 | Bắt đầu   | Kết thúc   | Thời gian       | Chức vụ | Ghi chú                                                                    |
| -------------------------------- | --------- | ---------- | --------------- | --- | -------------------------------------------------------------------------- |
| Leonid Brezhnev (1906–1982)      | 27/2/1956 | 29/6/1957  | 1 năm, 122 ngày | Bí thư Trung ương phụ trách công nghiệp quốc phòng (1956-1960)                                                                                                   | Thành viên Bộ Chính trị chính thức từ năm 1957                             |
| Georgy Zhukov (1896–1974)        | 27/2/1956 | 29/6/1957  | 1 năm, 122 ngày | Bộ trưởng Bộ Quốc phòng Liên Xô (1955-1957) | Thành viên Bộ Chính trị chính thức chính thức từ năm 1957                  |
| Nuritdin Mukhitdinov (1917–2008) | 27/2/1956 | 17/12/1957 | 1 năm, 293 ngày | Bí thư thứ nhất Đảng Cộng sản Uzbekistan (1954-1957) | Thành viên Bộ Chính trị chính thức từ năm 1957                             |
| Yekaterina Furtseva (1910–1974)  | 27/2/1956 | 29/6/1957  | 1 năm, 122 ngày | Bí thư thứ nhất Thành ủy Moscow (1954-1957) Phó Chủ tịch Xô viết Tối cao (1950-1962)                                                                             | Thành viên Bộ Chính trị chính thức từ năm 1957                             |
| Nikolay Shvernik (1888–1970)     | 27/2/1956 | 29/6/1957  | 1 năm, 122 ngày | Chủ nhiệm Ủy ban Kiểm tra Trung ương (1956-1966) | Thành viên Bộ Chính trị chính thức từ năm 1957                             |
| Dmitri Shepilov (1905–1995)      | 27/2/1956 | 29/6/1957  | 1 năm, 122 ngày | Bộ trưởng Bộ Ngoại giao (1956-1957) | -                                                                          |
| Frol Kozlov (1908–1965)          | 7/2/1956  | 29/6/1957  | 142 ngày        | Bí thư thứ nhất Tỉnh ủy Leningrad (1953-1957) | Thành viên Bộ Chính trị chính thức từ năm 1957                             |
| Jānis Kalnbērziņš (1893–1986)    | 29/6/1957 | 5/2/1959   | 1 năm, 221 ngày | Bí thư thứ nhất Đảng Cộng sản Latvia (1940-1959) Chủ tịch Đoàn Chủ tịch Xô viết Tối cao Cộng hòa Xã hội chủ nghĩa Xô viết Latvia (1959-1970)                     | -                                                                          |
| Andrei Kirilenko (1906–1990)     | 29/6/1957 | 5/2/1959   | 1 năm, 221 ngày | Bí thư thứ nhất Tỉnh ủy Sverdlovsk (1955-1962) | -                                                                          |
| Demyan Korotchenko (1894–1969)   | 29/6/1957 | 5/2/1959   | 1 năm, 221 ngày | Chủ tịch Đoàn Chủ tịch Xô viết Tối cao Cộng hòa Xã hội Chủ nghĩa Xô viết Ukraina (1954-1969) Phó Chủ tịch Đoàn Chủ tịch Xô viết Tối cao Liên Xô (1954-1969)      | -                                                                          |
| Alexei Kosygin (1904–1980)       | 29/6/1957 | 5/2/1959   | 1 năm, 221 ngày | Phó Chủ tịch Hội đồng Bộ trưởng Liên Xô (1957-1960) Chủ nhiệm Ủy ban Kế hoạch Nhà nước (1959-1960)                                                               | -                                                                          |
| Kirill Mazurov (1914–1989)       | 29/6/1957 | 5/2/1959   | 1 năm, 221 ngày | Chủ tịch Hội đồng Bộ trưởng Cộng hòa Xã hội Chủ nghĩa Xô viết Belarus (1953-1958) Bí thư thứ nhất Đảng Cộng sản Belarus (1956-1965)                              | -                                                                          |
| Vasil Mzhavanadze (1902–1988)    | 29/6/1957 | 5/2/1959   | 1 năm, 221 ngày | Bí thư thứ nhất Đảng Cộng sản Gruzia (1953-1972) | -                                                                          |
| Mikhail Pervukhin (1904–1978)    | 29/6/1957 | 5/2/1959   | 1 năm, 221 ngày | Bộ trưởng Bộ Xây dựng máy hạng trung (1957) Chủ tịch Ủy ban Nhà nước về kinh tế đối ngoại Hội đồng Bộ trưởng (1957-1958) Đại sứ Liên Xô tại Đông Đức (1958-1963) | Bãi nhiệm thành viên Bộ Chính trị chính thức năm 1957 vụ "nhóm chống Đảng" |
| Pyotr Pospelov (1898–1979)       | 29/6/1957 | 5/2/1959   | 1 năm, 221 ngày | Phó Chủ tịch Đoàn Chủ tịch Xô viết Tối cao (1946-1966) | -                                                                          |
| Nikolai Podgorny (1908–1983)     | 18/6/1958 | 5/2/1959   | 232 ngày        | Bí thư thứ nhất Đảng Cộng sản Ukraina (1957-1963) | -                                                                          |
| Dmitry Polyansky (1917–2001)     | 18/6/1958 | 5/2/1959   | 232 ngày        | Chủ tịch Hội đồng Bộ trưởng Nga Xô (1958-1962) | -                                                                          |